# Isoka
Isoka  este un oraș  în  Provincia de Nord, Zambia. Are rol de reședință a districtului omonim.